# Final Fantasy IX
Final Fantasy IX (ファイナルファンタジーIX Fainaru Fantajī Nain?) är den nionde delen i rollspelsserien Final Fantasy från Squaresoft. Det var den sista delen i serien som utvecklades till Playstation.
Spelet går tillbaka till seriens rötter med en medeltida fantasy-värld till skillnad från de dåvarande nyare spelen som hade drag av sci-fi element inblandade. Referenser till seriens historia märks av inom flera av spelets aspekter, som karaktären Vivi, en svart magiker med en design som påminner om svarta magiker i det allra första Final Fantasy-spelet, och återkomsten av den klassiska basgången som användes i början av stridstemat från Final Fantasy I - VI.

## Spelmekanik

### Stridssystemet
Stridssystemet i Final Fantasy IX skiljer sig från sina föregångare, Final Fantasy VII och Final Fantasy VIII som släpptes till Playstation. I Final Fantasy VII och Final Fantasy VIII kunde man endast använda tre figurer åt gången under striderna men i Final Fantasy IX använder man istället fyra figurer åt gången. Detta precis som i de äldre spelen i Final Fantasy-serien som släpptes före de två Final Fantasy-spelen till Playstation.

### Trance
Alla de spelbara figurerna har en röd mätare under sin ATB-mätare. Den här mätaren kallas för Trance-mätaren. När en figur tar skada av en fiendes attack fylls mätaren upp, och när den är full börjar figuren lysa och får en ny speciell förmåga utöver (och ofta istället för) sin vanliga. Det är det som man kallar för Trance i Final Fantasy IX.
- Zidane: Zidanes kommando "Skill" byts ut mot "Dyne", vilket är nya förmågor som alla utdelar fysisk skada mot fienden. Alla Dyne motsvaras av en Skill, så om du till exempel vill använda Dyne-tekniken "Grand Lethal" måste du kunna Skillen "Thievery". Dyne är väldigt pålitliga attacker, men de har en nackdel: de dricker MP som törstiga bilar.
- Garnet: Garnets kommando "Summon" byts ut mot "Eidolon", eidolonen kommer fram, och attacken blir mycket starkare.
- Vivi: Vivis kommando "Blk Mag" byts ut mot "Dbl Blk", vilket låter honom använda magi två gånger i följd. Du kan använda samma magi eller två olika, men du måste ha MP för båda gångerna.
- Steiner: Steiners fysiska attack gör tre gånger så stor skada, istället för de andras fysiska attacker som bara gör en och en halv gång så stor skada.
- Freya: Freyas kommando "Jump" får en annan effekt. Freya håller sig nu i luften genom hela sin Trance, och hon får spjut att regna ner på alla fiender varje runda. Inte helt tokigt, fast man kan fortfarande inte hela henne medan hon är uppe i luften, men hon kan heller inte ta skada när hon är i luften.
- Eiko: Eikos kommando "Wht Mag" byts ut mot "Dbl Wht", vilket låter henne använda magi två gånger i följd. Du kan använda samma magi eller två olika, men du måste ha MP för båda gångerna.
- Amarant: Amarants kommando "Flair" byts ut mot "Elan", vilket helt enkelt fokuserar på hela gruppen istället för en enda gruppmedlem/fiende som Flair-teknikerna gör.
- Quina: Quinas kommando "Eat" byts ut mot "Cook", vilket gör det mycket lättare för honom/henne/den/det att äta upp en fiende.

### Mognet
Mognet är ett postsystem som används av moogles i spelet. Moogles har bosatt sig i stora delar av världen och genom att prata med dem kan man välja att spara spelet, återställa figurernas hälsopoäng eller att köpa saker. Under spelets gång får man hjälpa till att leverera brev till olika moogles genom mognet.

### Bossar
Disc 1
Masked Man
HP:188
MP:223
Level:1
Exp:-
Ap:-
Gil:805
King Leo
HP:186
MP:373
Level:1
Exp:-
Ap:-
Gil:-
Prison Cage
HP:513
MP:1083
Level:2
Exp:-
Ap:3
Gil:-
Plant Brain
HP:916
MP:1431
Level:7
Exp:-
Ap:20
Gil:468
Black Waltz No.1
HP:229
MP:9999
Level:2
Exp:-
Ap:5
Gil:134
Black Waltz No.2
HP:1030
MP:3017
Level:6
Exp:-
Ap:5
Gil:441
Black Waltz No.3 (första striden)
HP:1128
MP:2080
Level:7
Exp:-
Ap:-
Gil:-
Gizamaluke
HP:3175
MP:502
Level:16
Exp:-
Ap:5
Gil:800
Sealion
HP:472
MP:9999
Level:3
Exp:-
Ap:-
Gil:205
Beatrix (första striden)
HP:3630
MP:3467
Level:14
Exp:-
Ap:-
Gil:-
Disc 2
Black Waltz No.3 (sista striden)
Ralvurahva
Antlion
Beatrix (andra striden)
Zorn & Thorn
Beatrix (sista striden)
Ralvuimahgo
Lani
Hiligigars
Soulcage
Scarlet Hair (Amarant)

## Figurer

### Spelbara figurer
Final Fantasy IX har åtta spelbara figurer:
- Zidane Tribal: Zidane är medlem i Tantalus, ett sällskap som utger sig för att vara ett teatersällskap men som egentligen är tjuvar. Zidane kan stjäla föremål av sin fiende.
- Garnet Til Alexandros: Garnet är Alexandrias prinsessa och tronarvinge. Zidane skulle kidnappa henne, men det visade sig att hon ville bli kidnappad. Garnet kan frammana de starkaste Eidolons och hon kan dessutom använda vit magi.
- Adelbert Steiner: Steiner är Garnets livvakt. Han svär att skydda henne och ogillar Tantalusgänget, speciellt Zidane. Steiner är inte så smart, men han mer än kompenserar för det med råstyrka. Steiner kan använda svärdsförmågor och svärdsmagi om Vivi är med i laget.
- Vivi Ornitier: Vivi är en liten klumpig svart magiker. I och med att Alexandria tar makten över världen med hjälp av svarta magiker är inte Vivi särskilt populär i resten av världen. Vivi är den enda i spelet som kan använda svart magi.
- Freya Crescent: Freya är en av drakkrigarna från Burmecia, ett rike där det regnar hela tiden. Freya har letat över hela världen efter sin fästman Fratley, som försvann från Burmecia. Freya kan hoppa upp i luften och slå ner på sin fiende.
- Quina Quen: Quina är en Qu från Qu's Marsh. Ordet "mat" är ständigt fastbränt i den lilla hjärnsubstans som Quina råkar ha, och han/hon tänker bara på mat. Det kan förklara valet av vapen (gaffel) och förmågan att äta upp sin fiende för att lära sig dess förmågor.
- Eiko Carol: Eiko är en sexårig flicka från Madain Sari. Hon bor där med en massa Moogles, och är den enda personen i världen med ett frammanarhorn. Eiko har några Eidolons som hon kan kalla på, men hon är mycket bättre på vit magi.
- Amarant Coral: Amarant är en prisjägare. Han tror på att ensam är stark och ogillar att samarbeta. Detta intryck utplånas efter Ipsen's Castle då Zidane räddar honom. Amarant kan använda speciella Flair-tekniker mot sin fiende, och kan dessutom kasta vapen på fiender.

### Ospelbara figurer
- Baku, Blank, Cinna, Marcus, Ruby, och Nero Bröderna: Zidanes vänner och medlemmar av Tantalus.

Man får spela som Blank, Marcus och Cinna, mest som Marcus, då han hjälper Dagger (Garnet) och Steiner vid en punkt i spelet. De kan använda Steal, precis som Zidane.
- Kuja: En av de "onda" i spelet som är av samma ras som Zidane.
- Zorn och Thorn: Drottning Brahnes gycklare som utför alla hennes smutsjobb.
- General Beatrix: Alexandrias störste riddare.

Även Beatrix får man spela som vid några tidpunkter i spelet. Hon har ett skillset kallat "Seiken", vilket består av Steiners fyra starkaste tekniker, och hon har dessutom vit magi.
- Drottning Brahne: Drottning av Alexandria och Garnets mamma.
- Cid Fabool: Regent av Lindblum, förvandlades till en oglop av sin fru Hilda. Älskar att skapa luftskepp. Han var bästa vän med Garnets pappa och det var han som beordrade att kidnappa prinsessan Garnet då han var orolig för henne. I andra skivan av spelet får man i uppgift att skapa en trolldryck som ska återställa honom till människa igen. Experimentet misslyckas, och han blir istället en groda med mustasch.
- Puck: Prins av Burmecia, men föredrar att vara utklädd till gatubarn.
- Sir Fratley: Gav sig ut i världen för att förbättra sina stridsegenskaper. Dyker senare upp i Cleyra utan något minne av sitt förflutna.
- Doktor Tot: Han var Garnets privata lärare när hon var liten, flyttade till Treno efter att drottning Brahne börjar bete sig underligt.
- Hilda Garde: Hon är Cids fru som förvandlade honom till en oglop och flydde sedan i Cids senaste luftskepp vid namn "Hilda Garde".
- Lani: En prisjägare som drottning Brahne hyr för att ta tillbaks ett hängsmycke som prinsessan Garnet har tagit, och för att döda den svarta magikern som är med prinsessan. Lani jobbar tillsammans med Amarant som hon kallar för "Red".
- Mikoto: En kvinnlig genome.

## Platser
Världen i Final Fantasy IX är uppdelad i fyra kontinenter, Mist Continent, Outer Continent, Lost Continent och Forgotten Continent.

### Mist Continent
- Alexandria: En stad som styrs av drottning Brahne.
- Burmecia: Var en gång i tiden känt som ett stort och mäktigt land. Sir Fratley, Freya, och Puck är härifrån.
- Chocobo's Forest: En liten skog i närheten av Gizamaluke's Grotto. I skogen bor den chocoboälskande mooglen Mene och hans vän Choco.
- Cleyra: Är beläget ovanpå ett stort träd i mitten av en öken väster om Burmecia.
- Dali: Ligger mitt Alexandria.
- Evil Forest: En skog söder om Alexandria.
- Fossil Roo: En tunnel under Qu's Marsh som leder till Outer Continent.
- Gargan Roo: En underjordisk tunnel som går från Treno till Alexandria och pinacle rock i Lindblum.
- Gizamaluke's Grotto: En grotta som förenar Burmecia och Lindblum.
- Lindblum: Styrs av regent Cid Fabool IX och staden har den största luftskeppsarmadan i världen. Tantalus har sitt näste här.
- North Gate: En port som förbinder Alexandria och Burmecia.
- Qu's Marsh: Ett träsk i Lindblum. Ingång till Fossil Roo.
- South Gate: En port som förbinder Alexandria och Burmecia.
- Treno: En stad i Alexandria. Består av en rik del i väster och en fattig del bestående av slumkvarter i öster.
- Quans hideout: Det är där som Vivi bodde tills han åkte till Alexandria(där historien börjar)

### Outer Continent
- Black Mage Village: En liten by där före detta Black mage soldater från Alexandria håller till
- Conde Petie: En gnomstad som ligger mellan två berg bredvid Black Mage village
- Condie Petie Mountain Path: Bergspasset bakom Conde Petie
- Desert Palace: Kujas palats mitt ute i öknen
- Iifa Tree: Ett träd som producerar mist och forslar den till Mist Continent
- Madain Sari: En ödelagd Summoners Village som moogles och Eiko Carol håller till i
- Mognet Central
- Fossile roo: Det är där man kommer ut när man har gått igenom fossil ro till Outer Continent

### Lost Continent
- Chocobo's Paradise
- Esto Gaza
- Mount Gulug
- Shimmering Isle

### Andra världar
- Terra: En värld i en helt annan dimension och det är där Genomerna håller till. Bran Bal är den enda staden i Terra.
- Memoria: En gåtfylld värld fylld med minnen.

## Handling
Final Fantasy IX handlar om att drottningen över Alexandria, Brahne, har börjat att använda avancerade magiska vapen för att terrorisera grannländerna. Hennes dotter, Princess Garnet, rymmer från slottet och slår sig ihop med en grupp godhjärtade banditer som leds av Baku och Zidane som vill ta slut på drottningens vilja att dominera världen. Men med tiden så märker de att hon inte är deras enda problem.

## Musik
Musiken i Final Fantasy IX komponerades av Nobuo Uematsu. Det har släppts fyra album med musik från spelet.
- Final Fantasy IX Original Soundtrack
- Final Fantasy IX Original Soundtrack PLUS
- Final Fantasy IX Piano Collections
- Final Fantasy IX Uematsu's Best Selection